# Niko Hurme
Niko Hurme (10 de noviembre de 1974, Karkkila),  cuyo nombre artístico es Kalma, fue el bajista de la banda  Lordi entre 2002 y 2005. Tocó en los álbumes The Monsterican Dream y The Arockalypse pero fue reemplazado por OX después de su irse de la banda por razones personales. Kalma también es llamado la "moto zombi". Actualmente toca el bajo en la banda finlandesa de glam metal Stala & So., liderada por Sampsa Astala (más conocido como Kita, el exbatería de Lordi). Durante su etapa musical Niko ha utilizado varios tipos de bajo, como son ESP Ltd Viper 304, Ibanez Ergodyne EDB405 y el Amp: Warwick ProFet III.
Kalma fue el autor de una única canción: 'Kalmageddon', la cual coescribió con Mr. Lordi. Es la última canción del disco The Monsterican Dream.
Kalma tocó el bajo en todas las canciones y realiza algunos coros en  The Arockalypse pero no apareció en la portada del álbum antes de su lanzamiento porque que dejó la banda. Su sustituto, OX, sí que aparece. Inversamente, Kalma aparece en la portada del primer álbum de Lordi Get Heavy, aunque él no grabó ninguna nota, ya que todo el bajo fue grabado por su antedecesor, Magnum. 
Antes del lanzamiento del cuarto disco, Deadache, Kalma fue el único bajista que apareció en algún álbum de Lordi que hubieran tocado, ahora OX ha hecho lo mismo con el cuarto álbum.
Kalma ha jugado algún papel en los tres primeros álbumes de Lordi.
Desde que Kalma dejó la banda ha hecho dos apariciones sorpresa uniéndose a la actual banda de Lordi en un escenario tocando la guitarra rítmica en Nosturi y en The Forum en 2006 durante los últimos bises.
Más tarde se unió con el exbatería de Lordi, Sampsa Astala, para formar la banda Stala & So, y competir para representar a Finlandia en el Festival de la Canción de Eurovisión 2011

## Discografía

### Lordi
- Get Heavy (2002)
- The Monsterican Dream (2004)
- The Arockalypse (2006) (aunque él es quien toca el bajo, se fue del grupo antes de la publicación del álbum)

### Stala & So.
- Shout! (2008)
- Everything for Money (2010)
- It Is So. (2011)

## Filmografía
- The Kin (2004) - Kalma